# Gouaux-de-Larboust
 Gouaux-de-Larboust  là một xã thuộc tỉnh Haute-Garonne trong vùng Occitanie tây nam nước Pháp. Xã này nằm ở khu vực có độ cao trung bình 1400 mét trên mực nước biển.